# Énergie marémotrice

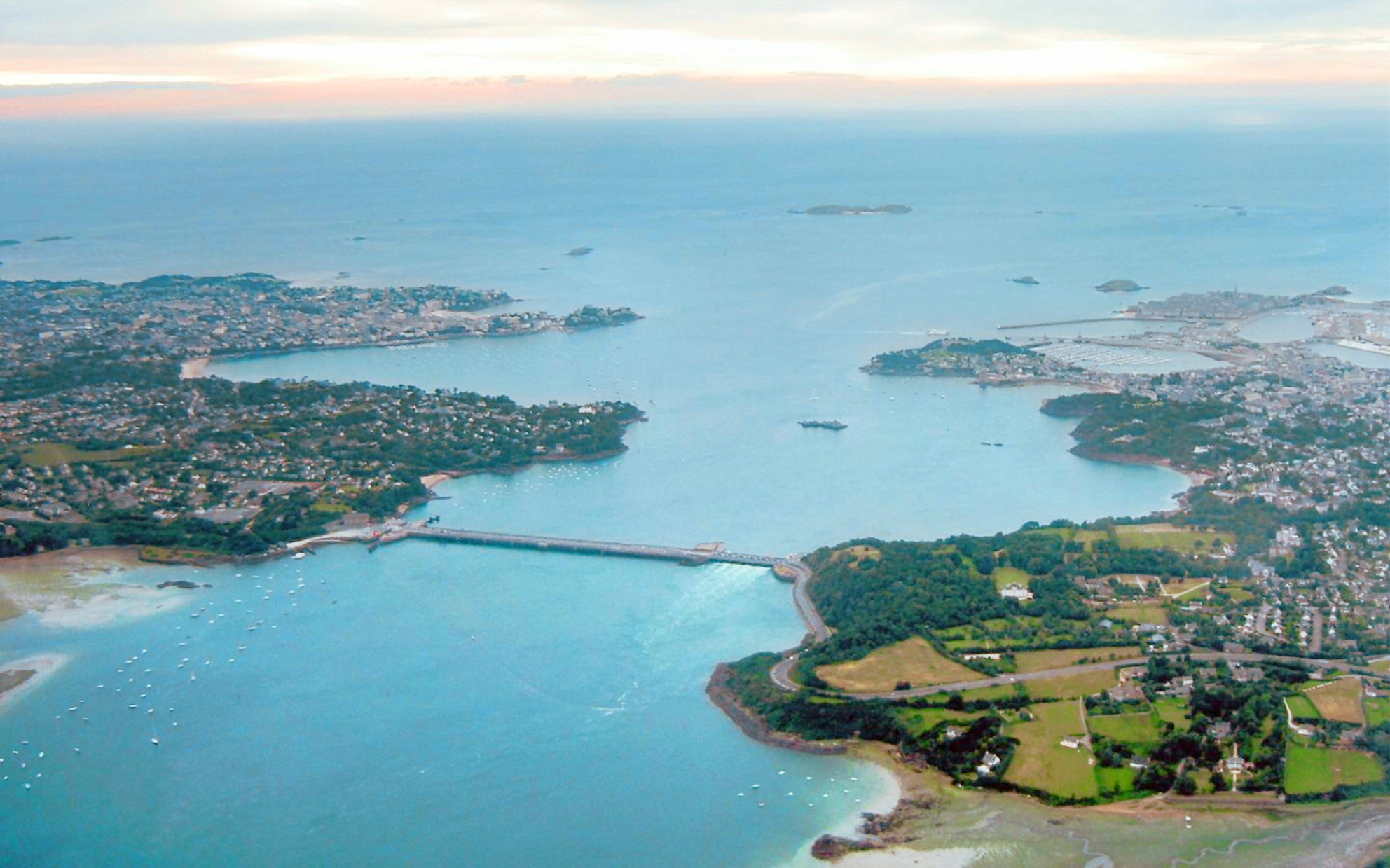
Usine marémotrice de la Rance.

Ne doit pas être confondu avec énergie houlomotrice.
L'énergie marémotrice est issue des mouvements de l'eau créés par les marées et causés par l'effet conjugué des forces de gravitation de la Lune et du Soleil. Elle est utilisée sous forme d'énergie potentielle — grâce à l'élévation du niveau de la mer — ou sous forme d'énergie cinétique — grâce aux courants des marées.
L'exploitation de l'énergie marémotrice est ancienne. Les premiers moulins à marée dateraient de l'Antiquité sur la rivière Fleet dans la Londres romaine. Ils apparaissent à travers l'Europe au Moyen Âge comme ceux sur l'Adour, construits au  XIIe siècle. La  première usine marémotrice produisant de l'électricité par la force des marées est l'usine marémotrice de la Rance, dans le nord-est de la Bretagne, mise en service en 1966.

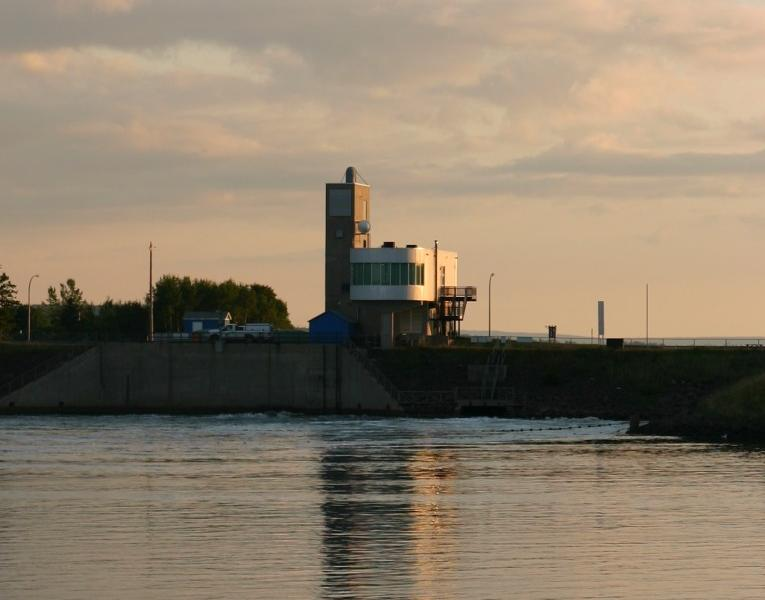
Usine marémotrice Annapolis Royal, Nouvelle-Écosse, Canada.

## Principes

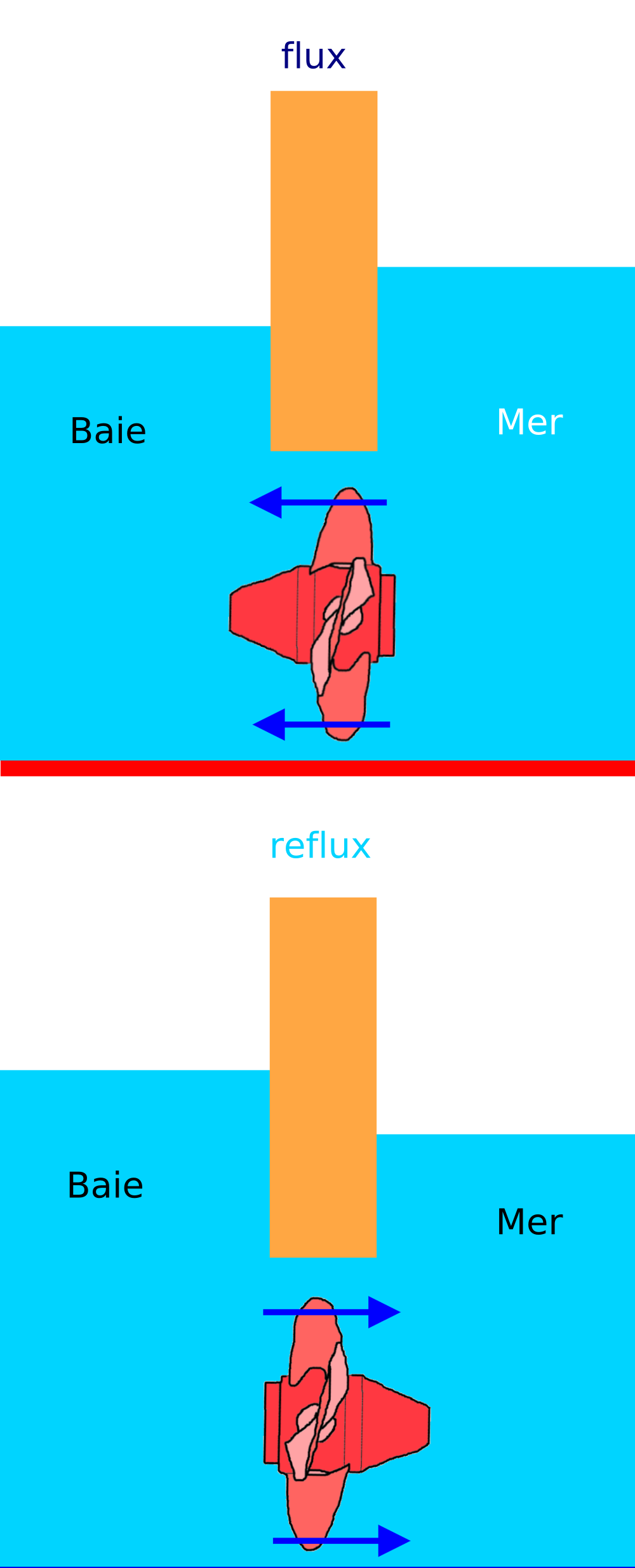
Principe d'une usine marémotrice.

Le phénomène de marée est synchronisé par la différence des temps de rotation entre la Terre sur elle-même (24 heures) et la Lune dans son mouvement autour de la Terre (28 jours), avec en outre un effet de la rotation de la Terre autour du Soleil (une année), et il est dû aux forces d'attraction gravitationnelles exercées entre ces trois corps. Il s'ensuit qu'on peut dire que le globe terrestre tourne « à l'intérieur » d'un globe d'eaux océaniques allongé dans les deux sens par l'attraction lunaire (mais aussi, et indépendamment, par l'attraction solaire ; dans une autre direction : celle du soleil).
En toute rigueur, l'énergie dite marémotrice constitue donc une récupération d'énergie faite sur l'énergie cinétique du couple Terre-Lune.
L'énergie correspondante peut être captée sous deux formes :
- énergie potentielle (en exploitant les variations du niveau de la mer) : c'est la technique utilisée dans une usine marémotrice ;
- énergie cinétique (en exploitant les courants de marée, qui peuvent être captés par des turbines, ou hydroliennes).

Les sites adaptés au captage de l'énergie marémotrice sont peu nombreux ; ils se concentrent dans les régions où, du fait notamment des conditions hydrodynamiques, l'amplitude de l'onde de marée (inférieure au mètre loin des côtes) est amplifiée : c'est notamment le cas en France dans la baie du Mont-Saint-Michel, près de laquelle se trouve l'usine de la Rance (estuaire de la Rance, baie de Saint Malo) et au Canada dans la baie de Fundy[réf. souhaitée] où le marnage dépasse 10 mètres, ce qui génère des courants de marée intenses pouvant dépasser 5 nœuds, soit près de 10 km/h.
L'exploitation optimale de l'énergie potentielle nécessite des aménagements importants qui modifient notablement les équilibres écologiques dans des zones généralement fragiles.
La construction de deux (ou plusieurs) lagunes à marée avec pompage proposée par MacKay ou sans pompage est un moyen de créer une production constante, avec moins d'impacts environnementaux et d'utiliser les énergies renouvelables excédentaires.
Le captage de l'énergie cinétique des courants de marée par des hydroliennes est actuellement prospecté ; pour être exploitables, les courants doivent dépasser 3 nœuds pendant des durées notables.

## Origine de l'énergie des marées

Schéma montrant l’attraction de la lune sur les océans terrestres (en bleu).

La surface des océans, en raison du gradient d'attraction lunaire entre le côté faisant face à la Lune et le côté opposé, adopte en moyenne, en coupe, une forme elliptique, dont le grand axe est orienté sur la direction Terre-Lune. La Terre tournant sur elle-même en 24 heures (approximativement) alors que la Lune tourne autour de la Terre en 28 jours (approximativement), le mouvement de rotation de la Terre par rapport à l'axe Terre-Lune produit le phénomène des marées.

## Impact des marées sur la Terre
Les marées freinent de façon infime le mouvement de rotation de la terre, et donc du même coup aussi celui de la Lune,,
,
,
,
,
,,.
Ce ralentissement naturel a existé de tous temps, l'eau mise en mouvement par la Lune, frottant sur l'écorce terrestre, et en particulier sur le contour des côtes et des fonds marins, dissipant ainsi de l'énergie. Il existe des variations, en particulier journalières et annuelles et aussi locales bien entendu. Il existe aussi des marées terrestres, qui s'appliquent aux continents, et dissipent aussi de l'énergie, mais qui restent bien plus difficilement observables, même si elles sont d'amplitude significative. À la fin du XIXe siècle, l'année faisait 365,242196 jours et aujourd'hui 365,242190 jours. Il y a donc un tout petit peu moins de jours pour une année de rotation autour du soleil, donc les jours rallongent, mais ce ralentissement, irréversible, est extrêmement faible à l'échelle humaine.
Les usines marémotrices prélèvent de l'énergie aux marées et augmentent donc par définition ce ralentissement,. Elles utilisent in fine l'énergie cinétique de rotation de la Terre, matérialisant d'une façon nouvelle un vieux rêve exprimé par Gaston de Pawlowski (de l'Institut) et d'Alphonse Allais qui était d'installer une roue dentée sur l'équateur pour récupérer le mouvement de rotation terrestre.
Pour évaluer l'impact énergétique de leur création et leur exploitation, il suffit de comparer l'énergie qu'elles extraient de l'océan à l'énergie de rotation de la Terre. Ces énergies sont incomparables : le prélèvement énergétique des usines marémotrices est infime comparé à l'énergie de rotation de la terre. Donc l'exploitation humaine des forces des marées n'impacte pas de façon mesurable la vitesse de rotation de la terre. Ceci est un impact théorique.

## Potentiel de l'énergie marémotrice
L'ordre de grandeur de l'énergie naturellement dissipée annuellement par les marées est évalué à 22 000 TWh soit l'équivalent de la combustion de moins de 2 Gtep. Ce chiffre est à comparer à la consommation d'énergie de l'humanité, de l'ordre de 10 Gtep.
Seule une très faible fraction de l'énergie des marées étant récupérable, du fait de leur dispersion autour du globe, l’énergie marémotrice potentiellement récupérable pourrait fournir jusqu'à 380 TWh/an, soit 1,5 à 2 % de la consommation mondiale d'électricité.
Par rapport à la plupart des autres énergies naturelles (pas exactement renouvelables, voir plus bas : d'où vient l'énergie…), l'énergie marémotrice présente l'avantage d'être parfaitement prédictible : en un point donné, l'énergie disponible ne dépend que de la position relative des astres et de la Terre ; de plus, la propagation de l'onde de marée n'est pas instantanée (il y a par exemple plusieurs heures de décalage entre le passage de cette onde à Brest et dans le Pas de Calais) : ceci contribue globalement à « étaler » la production, et à effacer les passages à zéro périodiques de la production en un point.

## Histoire de l'exploitation de l'énergie marémotrice
L'une des premières utilisations de l'énergie marémotrice remonte à l'époque romaine, avec la construction de moulins à marées, utilisant la Fleet à Londres.
On en retrouve le long des côtes et des estuaires d'Europe dès le Moyen Âge.
En France, dans la période 1920-1930, deux projets de production d'électricité par des usines marémotrices, au Paluden sur l'Aber-Wrac'h dans le Finistère et sur l'Arguenon dans les Côtes-d'Armor, virent le jour mais ne furent pas menés à terme. La première usine marémotrice est construite sur l'estuaire de la Rance, dans le nord-est de la Bretagne et mise en service en 1966. Quelques autres usines marémotrices voient le jour au Canada, en Russie et en Corée du Sud. D'autres projets, souvent d'usines de très fortes puissances, ont été abandonnés (projet de la baie du mont-Saint-Michel) ou sont à l'étude comme plusieurs projets en Russie.

### Usines marémotrices en service ou en construction
En 2022, les centrales marémotrices ont produit 966 GWh, soit 0,003 % de la production d'électricité mondiale, dont 490 GWh en France, soit 50,7 %, et 423 GWh en Corée du sud (43,8 %).

#### Usine marémotrice de la Rance
La première installation de production d'électricité utilisant l'énergie marémotrice est l'usine marémotrice de la Rance en France. Elle a été installée sur un site qui, avec des marées dont l'amplitude peut atteindre 4 à 13,5 mètres, avait déjà connu dans l'histoire de nombreux « moulins à marée ». Les travaux du barrage ont démarré en 1961, et l'usine fut définitivement achevée en 1966.
Depuis son raccordement au réseau en 1967, l'usine de la Rance dispose de 24 « groupes bulbes » possédant chacun un alternateur de 10 MW, soit une puissance installée totale de 240 MW. L'usine produit 500 à 600 GWh par an, soit entre 2 000 et 2 500 heures de fonctionnement en équivalent à pleine puissance par an.

#### Centrale marémotrice d'Annapolis Royal
Le Canada possède une usine marémotrice en Nouvelle-Écosse, sur la rivière Annapolis qui se jette dans la baie de Fundy, l'Annapolis Royal Generating Station d'une puissance de 20 MW et mise en service en 1984. C'est à ce jour, la seule usine marémotrice en Amérique du Nord.

#### Usine marémotrice de Sihwa Lake
Depuis sa mise en service en août 2011, la centrale de Sihwa Lake, dans le nord-ouest de la Corée-du-Sud est la plus puissante usine marémotrice au monde avec une puissance de 254 MW. Les travaux ont pris plus de 10 ans. Le bassin de retenue est de 30 km2. L'usine est composée de 10 turbines, de puissance unitaire de 25,4 MW, de 8 vannes de barrage. La production électrique annuelle est à peine supérieure à celle de la Rance (540 GWh).

#### Usine marémotrice d'Incheon
En 2015, la Corée du Sud devrait mettre en service l'usine marémotrice d'Incheon, dans la baie d'Incheon, dans le nord-ouest du pays, d'une puissance prévue de 1 320 MW, soit plus de cinq fois plus que celles de Sihwa ou de la Rance.

### Projets
La France, dans la suite de la construction du barrage de la Rance avait un projet de la construction d'une énorme usine marémotrice fermant la baie du mont Saint-Michel, avec une digue de 40 km de long et 800 turbines. Plusieurs études préliminaires furent menées mais le projet sera abandonné.
Le Canada a mis en place un atlas des ressources (190 sites identifiés, pour une puissance potentielle totale de plus de 42 000 MW, soit près des 2/3 de la demande canadienne moyenne d'électricité en 2008). Trois nouvelles centrales marémotrices pourraient être construites dans la baie de Fundy (Nouvelle-Écosse Nouveau-Brunswick), sur la côte ouest de l'île de Vancouver (Colombie-Britannique) et dans l'estuaire du Saint-Laurent (Québec).
Différents projets existent à travers le monde, les plus importants étant :
- en Russie avec la centrale marémotrice de Penjina (87 000 MW) dans le golfe éponyme, l'usine de Tougourskaya (3 640 MW), toutes deux en Sibérie orientale, en mer d'Okhotsk, et l'usine de Mezenskaya (8 à 12 000 MW) dans la baie de Mezen en mer Blanche (nord-ouest de la Russie) ;
- en Grande-Bretagne, avec le Barrage de la Severn (en) sur l'estuaire de la Severn, entre l'Angleterre et le Pays-de-Galles ;
- en Corée-du-Sud, avec l'usine marémotrice de la baie de Garorim (en) dans la baie éponyme, près de Seosan, dans le nord-ouest du pays.

Au Royaume-Uni, l’entreprise galloise Tidal Lagoon Power développe des projets de centrales marémotrices constituées d'un vaste lagon artificiel fermé par une digue en « U » dans laquelle des turbines produiront de l'électricité grâce aux courants créés par la marée montante et la marée descendante ; le projet le plus avancé est celui de la baie de Swansea, à 60 km à l'ouest de Cardiff, avec une digue de 10 km ; ensuite viendrait le projet de Cardiff, avec une digue de 22 km créant un lagon de 22 km2 ; avec ses 60 à 90 turbines, la centrale produirait 1 800 à 2 800 MW. Quatre autres projets de lagons artificiels sont au stade des études préliminaires ; au total, les six projets pourraient fournir jusqu’à 8 % de l’électricité du Royaume-Uni. Tidal Lagoon Power affirme que l’investissement de six milliards de livres (8,3 milliards d’euros) nécessaire à son projet de Cardiff porterait le prix de revient de l'électricité à 95 £/MWh (livres par mégawattheure), identique à celui du nucléaire et de l’éolien terrestre, tandis que l’éolien en mer atteint 150 £/MWh.
Le projet de Swansea a obtenu une autorisation de développement en 2015 ; la construction devrait commencer en 2018 et durer 4 ans ; la puissance de la centrale sera de 320 MW, sa production annuelle moyenne d'environ 530 GWh et son coût de 1,3 milliard de livres ; elle évitera l'émission de 236 000 tonnes de CO2 par an. Un rapport indépendant commandé par le gouvernement a apporté son appui au projet en janvier 2017, déclarant que le projet est rentable et apportera des opportunités économiques significatives ; le projet nécessite encore une licence maritime.
Le projet de Cardiff aura une puissance d'environ 3 000 MW, sa production annuelle moyenne approchera 5 500 GWh et son coût est estimé à 8 milliards de livres ; sa demande d'autorisation de développement devrait être déposée en 2018.

## Nouvelles technologies
Actuellement, des systèmes plus décentralisés sont en développement et semblent très prometteurs. Ils utilisent soit l'élévation du niveau de la mer (énergie potentielle), soit les courants de marée (énergie cinétique).
On peut notamment citer des projets tels que « Mighty Whale », « LIMPET », « DAVIS » (Blue Energy), « Sea Snail », etc.
Hammerfest Strøm installe des hydroliennes sous-marines dans le détroit d'Islay en Écosse, afin de continuer le développement de la technologie. Cette usine ressemble à des moulins à vent dont les pales tournent grâce au flux et au reflux des marées et délivre 10 MW (en comparaison, l'usine marémotrice de la Rance fournit 240 mégawatts).
Une vingtaine d'usines de ce type seront installées en 2011, et alimenteront environ 1 000 habitations.[réf. nécessaire] La principale difficulté que présente ce type d'installation (outre la corrosion) est la maintenance, la température de l'eau ne dépassant guère quelques degrés.
Les systèmes actuellement à l'étude et utilisant l'énergie des marées ont un coût comparable à l'énergie éolienne en mer. Ils pourraient donc connaître un développement rapide.

### Centrale marémotrice sous-marine
Durant l'été 2002, la première centrale marémotrice utilisant les courants sous-marins fut testée au Royaume-Uni. Il existe plus de 40 sites dans ce pays riche en côtes où une telle expérience est possible. En théorie, l'énergie potentielle permettrait de générer les trois-quarts de l'électricité du pays.
Le Royaume-Uni a choisi de miser sur les courants sous-marins plus réguliers que les courants de marées de surface ou la houle. Tout dépend de la topographie locale. L'océan comporte des chenaux où des masses d'eau ascendantes ou descendantes se resserrent dans un espace réduit. Les Britanniques ont décidé de vérifier si l'utilisation de cette énergie tirée des courants marins est exploitable afin de réduire la production d'énergie responsable d'émission de gaz à effet de serre.
Pour cela, ils ont engagé des frais colossaux[Combien ?] pour construire un prototype de centrale marémotrice pouvant produire jusqu'à 1 580 kW d'électricité. La machine est installée dans les îles Shetland (au nord-est de l'Écosse).
La société Stingray a conçu deux « hydroplanes » de 15 mètres montés sur un socle et qui vont osciller avec la marée afin d'activer un moteur hydraulique qui génère de l'électricité. Des pistons hydrauliques contrôlent l'angle par lequel les hydroplanes doivent faire face au courant de la marée pour obtenir un maximum de débit d'eau. Comme pour une aile d'avion, leur angle d'attaque change pour créer un phénomène « d'ascenseur » qui pousse l'hydroplane vers le haut ou vers le bas. En bougeant, les hydroplanes font bouger un bras qui actionne une pompe pour envoyer de l'huile sous haute pression à travers un moteur hydraulique qui fait tourner un générateur électrique.
La structure fait 35 tonnes, se trouve à 20 mètres au-dessus du fond marin et fonctionnera dans des courants ayant une vitesse de 2 à 3 mètres par seconde. Essentiellement fabriqué en acier, l'hydroplane est renforcé par un verre plastifié. La société Stingray ne travaille que sur des hydroplanes qui bougent dans un seul et même sens, donc pour un seul sens de marée (montante ou descendante). D'autres sociétés travaillent sur des hydroplanes capable de fonctionner dans les deux sens donc d'être productif sur les deux marées montantes et les deux marées descendantes quotidiennes.
Certains experts[Qui ?] économiques mettent en cause les coûts associés à ce genre de production. Le coût estimé de l'électricité produite par ces centrales est estimé entre 4,7 et 12 pence par kWh, ce qui est plus cher que l'énergie nucléaire ou éolienne.[réf. nécessaire]